# 1656 Suomi
1656 Suomi este o planetă minoră (asteroid), cu un diametru de 7,86 km, din Mars-crossing asteroid[*]. A fost descoperită pe 11 martie 1942 la Iso-Heikkilän tähtitorni⁠(d) de Yrjö Väisälä⁠(d) și a fost numită după Finlanda. 
Obiectul prezintă o orbită caracterizată de o semiaxă mare de 1,8774928 UAi, o excentricitate de 0,12, o înclinație de 25,06613 ° în raport cu ecliptica.